# Steinkreis von Commons East
Der Steinkreis von Commons East (nach dem Landstrich auch als Reyndrumadda bekannt, irisch Réidh an Droma Fhada) liegt im Hochmoor auf dem Westhang eines sanften Hügels zwischen Cappagh Conbeg und Woodford, östlich der R351, im Westen des Townlands Commons East (irisch An Coimín Thoir) im Südosten des County Galway in Irland. 
Der vollständige Steinkreis der Cork-Kerry-Serie besteht aus zwei etwa 0,8 und 0,5 m hohen Eingangssteinen auf der Südostseite des Kreises und einem liegenden Altarstein aus Quarz an der Nordwestseite. Zwischen dem Eingang und dem Altarstein befinden sich auf jeder Seite zwei etwa 0,35 m hohe Orthostaten. Der kleine siebensteinige Steinkreis hat einen Durchmesser von etwa 11,0 m und ist etwa 3200 Jahre alt.
Commons East ist einer der wenigen in Galway dokumentierten Steinkreise und einer der kleinsten und am besten erhaltenen. Er wurde 2016 von der Archäologin Christy Cunniffe untersucht. Der Steinkreis stammt schätzungsweise aus der späten Bronzezeit (1200–500 v. Chr.) und könnte mit nahegelegenen prähistorischen Monumenten in Verbindung gestanden haben.